# Río Narcea
Río Narcea este o arie protejată (arie specială de conservare — SAC, sit de importanță comunitară — SCI) din Spania întinsă pe o suprafață de 427,58 ha, integral pe uscat.

## Localizare
Centrul sitului Río Narcea este situat la coordonatele 43°22′04″N 6°09′12″W / 43.3679°N 6.1532°V.

## Înființare
Situl Río Narcea a fost declarat sit de importanță comunitară în mai 1999 pentru a proteja 12 specii de animale. Situl a fost protejat și ca arie specială de conservare în decembrie 2014.

## Biodiversitate
Situată în ecoregiunile atlantică și marină Atlantică, aria protejată conține 4 habitate naturale: Păduri de Quercus ilex și Quercus rotundifolia, Păduri aluvionare cu Alnus glutinosa și Fraxinus excelsior (Alno-Padion, Alnion incanae, Salicion albae), Cursuri de apă de la nivel de câmpie la nivel montan, cu vegetație Ranunculion fluitantis și Callitricho-Batrachion, Pajiști uscate europene.
La baza desemnării sitului se află mai multe specii protejate:
- păsări (3): pescăruș albastru (Alcedo atthis), stârc cenușiu (Ardea cinerea), Phalacrocorax carbo sinensis
- mamifere (2): Galemys pyrenaicus, vidră de râu (Lutra lutra)
- nevertebrate (4): Coenagrion mercuriale, Euplagia quadripunctaria, Margaritifera margaritifera, Oxygastra curtisii
- pești (3): zvârluga (Cobitis taenia), Petromyzon marinus, somonul (Salmo salar)

Pe lângă speciile protejate, pe teritoriul sitului au mai fost identificate 1 specie de păsări.